# Trifão de Campsada
São Trifão de Campsada foi um santo cristão do século III. Ele é venerado pelas igrejas Católica Romana e Ortodoxa Oriental como um Grande Mártir e Santo não Mercenário.
São Trifão foi anteriormente celebrado juntamente com os Santos Respicius e Nympha em 10 de novembro no calendário litúrgico da Igreja Latina do século XI ao XX. Atualmente, permanece no calendário  litúrgico  do rito romano de forma extraordinária. São Trifão continua a ser celebrado separadamente em 1 de fevereiro e 14 de fevereiro respectivamente no calendário dos santos romano e no calendário litúrgico ortodoxo.

## Vida
São Trifão nasceu em Campsada na Frígia, (atual Turquia), e quando menino tomou conta de gansos. Seu nome é derivado do Grego τρυφή (Tryphé) que significa "suavidade, delicadeza". Adquiriu fama como curandeiro, principalmente de animais, e é considerado um dos santos não mercenários, particularmente invocado nas fazendas.
Durante a perseguição de Décio ele foi levado para Niceia por volta do ano 250 e foi torturado de maneira horrível. Ele foi decapitado com uma espada depois de ter convertido o prefeito pagão Lício. Histórias fabulosas estão entrelaçadas com sua hagiografia.

## Veneração
Seu dia de festa é em 1 de fevereiro ou 14 de fevereiro, tanto na Igreja Ortodoxa Oriental quanto na Igreja Católica Romana.
Ele é muito venerado na Igreja Ortodoxa Oriental, na qual também é o santo padroeiro dos jardineiros e viticultores. Na Sérvia, Macedônia do Norte e Bulgária, São Trifão é celebrado pelos viticultores. As celebrações são um rito de fertilidade destinado a encorajar o crescimento das videiras, e também se acredita que a infertilidade humana pode ser curada neste dia. Muitos gregos continuam esta celebração e têm costumes especiais todos os anos.
Na Rússia, Trifão é venerado como um patrono dos pássaros. Em ícones russos do santo, ele é frequentemente mostrado segurando um falcão, uma referência a um milagre atribuído às suas intercessões. Orações atribuídas a ele são usadas contra infestações de roedores e gafanhotos. uma dessas orações aparece no livro litúrgico Euchologion. São Trifão é frequentemente retratado com um merlin na mão, pois era tradicionalmente venerado pelos caçadores de Moscou.
Muitas igrejas foram dedicadas a ele. O Imperador Oriental, Leão VI, o Sábio (m. 912), fez um elogio em homenagem a Trifão. Ele é o santo protetor da cidade de Kotor em Montenegro e um dos santos padroeiros de Moscou. A Catedral de São Trifão em Kotor é dedicada a ele.

### Relíquias
Suas relíquias foram enterradas pela primeira vez em sua terra natal, Campsada. Mais tarde, elas foram transladadas para Constantinopla e depois para Roma. Sua cabeça é mantida na Catedral de Kotor.

## Respicius e Ninfa
Na Igreja Latina, o dia 10 de novembro era antigamente um dia de festa associado a São Trifão e a outros dois santos, dos quais pouco se sabe: Respicius e Ninfa. Enquanto São Trifão ainda está listado no Martirológio Romano, Respicius e Ninfa foram omitidos.
Por volta de 1005, o monge Teodorico de Fleury escreveu, com base em lendas escritas anteriormente, um relato de Trifão no qual Respicius aparece como seu companheiro. As relíquias de ambos foram preservadas, juntamente com os de uma santa virgem chamada Ninfa, no Hospital do Espírito Santo em Sassia. A igreja desse hospital era título cardinalício, que, juntamente com as relíquias desses santos, foi transferida pelo Papa Pio V para a Igreja de Santo Agostinho em 1566.
Uma tradição afirmava que Ninfa foi uma virgem mártir de Palermo que foi condenada à morte pelo fé no início do século IV.  De acordo com outras versões da lenda, quando os vândalos invadiram a Sicília, ela fugiu de Palermo para o continente italiano e morreu no século VI em Savona. A festa de sua trasladação é celebrada em Palermo no dia 19 de agosto. Alguns acreditam que houve dois santos com este nome.  Antes de 1624, Palermo tinha quatro santos padroeiros, um para cada uma das quatro principais partes da cidade. Eles eram Santa Ágata, Santa Cristina, Santa Ninfa e Santa Olívia.  Suas imagens estão expostas na Praça Quattro Canti, no centro da cidade.